# Janina Godlewska-Bogucka

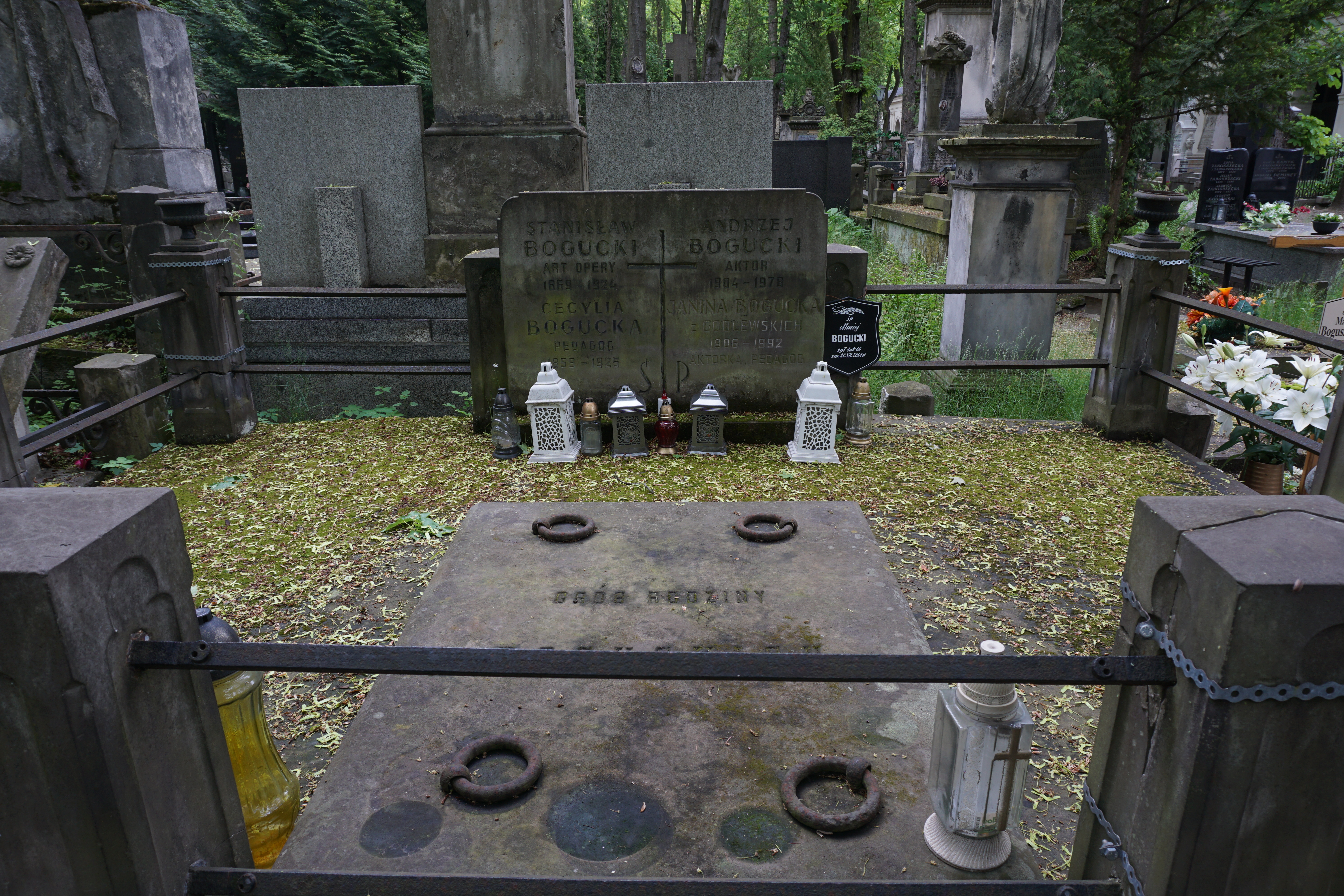
Grób Janiny Godlewskiej-Boguckiej na cmentarzu Powązkowskim w Warszawie

Janina Godlewska-Bogucka (ur. 8 marca 1908 w Warszawie, zm. 19 lipca 1992 tamże) – polska piosenkarka i aktorka.

## Życiorys
Podczas II wojny światowej pomagała ukrywającym się Żydom, w tym Władysławowi Szpilmanowi. W 1978 za pomoc udzieloną Szpilmanowi wraz z mężem została odznaczona medalem Sprawiedliwy wśród Narodów Świata. 
Została pochowana na stołecznym cmentarzu Powązkowskim (kwatera 14-4-20).

## Życie prywatne
Była żoną aktora i piosenkarza Andrzeja Boguckiego. 

## Role teatralne[6]
- Fantazy Juliusz Słowacki postać: Hrabina Respektowa; reż.: Juliusz Osterwa: Teatr Wojska Polskiego, Łódź 1945
- Ostrożnie świeżo malowane Rene Fauchois, postać: Heloiza Gadarin, reż.: Edmund Wierciński: Teatr Wojska Polskiego, Łódź 1945
- Cud mniemany, czyli Krakowiacy i Górale Wojciech Bogusławski i Jan Stefani, rola: Dorota, reż. Leon Schiller, Teatr Wojska Polskiego, Łódź 1946
- Wesele Figara Pierre Beaumarchais; rola: Hrabina; reż.: Stanisław Daczyński, Teatr Nowy Warszawa 1947
- Słomkowy kapelusz Eugène Labiche, rola: Eleonora, reż.: Stanisława Perzanowska; Teatr Nowy, Warszawa 1948
- Aurora George Bernard Shaw, rola: Ona, reż.: Irena Babel, Teatr Nowy (Scena Komediowo-Muzyczna), Warszawa 1949
- Dzikie łabędzie Kazimiera Jeżewska, postać: Mądra Baba, reż. Tadeusz Cygler, Teatr Młodej Warszawy, Warszawa 1956

## Inne informacje
W filmie Pianista w jej rolę wciela się Ruth Platt.